# Gregorio Fontén
Gregorio Fontaine Correa (Santiago, 15 de abril de 1983), conocido artísticamente como Gregorio Fontén, es músico, artista visual y poeta chileno.

## Poesía
Junto a otros poetas como Felipe Cussen y Martín Bakero, agrupados en el Foro de Escritores, Fontén es considerado un importante exponente de la poesía experimental chilena del siglo XXI.
Ha incursionado en poesía visual, sonora, digital y en textos convencionales, de los cuales el poeta Claudio Bertoni ha dicho que son “buenos hasta el punto de la envidia personal e intransferible.”

## Música
Su música hace un cruce personal entre lenguajes populares, clásicos y experimental. Este lenguaje se ha visto plasmado en trabajas en formatos desde orquestales hasta banda de rock, desde electrónica surround hasta voz a capela.  Lo heterogéneo de su obra y a la vez la capacidad de mantener una coherencia lo ha llevado a ser caracterizado como un ornitorrinco musical.
Desde el año 2007 investiga y diseña afinaciones microtonales. Su repertorio solista utiliza una afinación de entonación justa. Por su trabajo de canciones al piano ha recibido el apelativo de Satie oscuro.
Lideró desde el año 2004 la banda Cuchufleta, la cual fue catalogada por la prensa como ahijada de Los Jaivas.
Dentro de las generaciones de músicos chilenos activos en el siglo XXI la música de Fontén ha sido descrita como una de las más inclasificables e interesantes, considerándose su lenguaje como uno de múltiples diálogos y que despliega un sonido que a la vez es propio de él y parte de una tradición más amplia.